# Solomon Lovell
Solomon Lovell (Abington, Massachusetts, 1 de junio de 1732 – Weymouth, 9 de septiembre de 1801) fue un general de brigada de la milicia del estado de Massachusetts durante la Guerra de Independencia de los Estados Unidos. Se le conoce principalmente por dirigir las fuerzas terrestres en la Expedición de Penobscot en 1779, un intento fallido de la milicia de Massachusetts de desalojar una fuerza británica de un asentamiento en una península en la Bahía de Penobscot, Maine, donde más tarde se fundó Castine.

## Primeros años
Solomon Lovell nació el 1 de junio de 1732 en Abington, Massachusetts, en la Provincia de la Bahía de Massachusetts, hijo de David y Mary (Torrey de soltera) Lovell. Su padre se graduó en Harvard, ejercía de profesor y, a veces, de pastor. Murió cuando Solomon era muy joven, y el chico fue criado primero por su abuelo, Enoch Lovell, y, después de su muerte, por su padrastro, Samuel Kingman. Kingman, que era un militar, puede que despertara el interés del joven Solomon por el ejército. No se conocen muchos detalles del servicio militar de Lovell durante la Guerra franco-india (1754 – 1760); se sabe que sirvió como teniente en una compañía de la milicia en Lake George, Nueva York durante la campaña de 1756. En el año 1758 se casó con Lydia Holbrook, la hija de un vecino. La pareja tuvo dos hijos; el primero murió durante sus primeros años de vida y Lydia murió dando a luz el segundo, en 1761. El año siguiente Lovell se volvió a casar, esta vez con Hannah Pittey, una mujer que lo había rechazado antes de su primera boda. Con Hannah se estableció en Weymouth; tuvieron siete hijos, tres de los cuales llegaron a la edad adulta. Era activo en lo referente a los asuntos del pueblo, y, en 1771, empezó a servir en la asamblea provincial. También se mantuvo activo en la milicia local, donde ascendió al rango de comandante en julio de 1771 y al de coronel en 1775.

## Guerra de Independencia de los Estados Unidos
Con el comienzo de la Guerra de Independencia de los Estados Unidos con las Batallas de Lexington y Concord en abril de 1775, la actividad militar de Lovell aumentó. En febrero de 1776 fue nombrado coronel del Segundo Regimiento de Massachusetts, y sus tropas se encontraron entre aquellas que ocuparon los altos al sur de Boston, hecho que hizo que los británicos se retiraran de la ciudad. Continuó activo en la defensa del este de Massachusetts y el 24 de junio de 1777 lo ascendieron a general de brigada de la milicia del condado de Suffolk, Massachusetts. En 1778, Lovell dirigió las tropas de Massachusetts en la Batalla de Rhode Island, donde fue uno de los varios oficiales que «se distinguió por su coraje y sangre fría».
En junio de 1779, los británicos enviaron dos regimientos para ocupar la península de Bagaduce en la Bahía de Penobscot, ya que querían fundar una nueva colonia, Nueva Irlanda. Este territorio, que ahora forma parte del estado de Maine, por aquel entonces pertenecía a Massachusetts y el estado movilizó una gran flota y su milicia para expulsar a los británicos. A Lovell se le dio el mando de las fuerzas terrestres, y la flota estaba bajo el mando de Dudley Saltonstall. Se ordenó a los dos hombre que cooperaran, pero a ninguno se le dio una clara autoridad sobre el otro, y esto fue una de las mayores causas del desastre de la Expedición de Penobscot. Durante el transcurso de la expedición, Lovell se quejaba (en sus escritos y según consta en los consejos de guerra) de la negativa de Saltonstall de arriesgar la flota para apoyar los ataques a las fortificaciones británicas. Con la llegada de la Marina Real británica, la expedición se dispersó; toda la flota de Massachusetts fue capturada o destruida y las fuerzas terrestres que escaparon se vieron obligadas a hacer una dura marcha por tierra. Lovell no volvió a Boston hasta el 20 de septiembre, después de preparar la defensa del valle del río Kennebec.
La comisión de investigación establecida por el estado exoneró a Lovell y castigó severamente al comodoro Saltonstall por su fracaso. Se le formó un consejo de guerra y fue expulsado de la Marina continental.

## Últimos años
Durante la guerra, Lovell había ejercido de representante en la asamblea legislativa del estado y siguió haciéndolo después de esta, además de ejercer, a veces, como edil de la ciudad. Cuando se separó el condado de Norfolk del condado de Suffolk se le encargó la tarea de pedir que Weymouth se quedara en el condado de Suffolk, pero no tuvo éxito. Lovell murió en Weymouth el 9 de septiembre de 1801.